# Synchlora herbaria
Synchlora herbaria là một loài bướm đêm trong họ Geometridae.